# Gli anni in tasca
Gli anni in tasca (L'argent de poche) è un film del 1976 diretto da François Truffaut.
Le riprese furono effettuate dal 17 luglio al 7 settembre 1975 a Thiers e dintorni, Bruère-Allichamps, Clermont-Ferrand e Vichy e il film fu proiettato per la prima volta il 17 marzo 1976.

## Trama
Piccoli episodi di vita quotidiana, in una cittadina provinciale dell'Alvernia, aventi per cardine degli alunni di scuola media, caratterizzano l'intreccio della vicenda.
Martine si trova a Bruère-Allichamps, villaggio al centro geometrico della Francia. Da lì spedisce una cartolina al cuginetto Raoul che vive a Thiers.
La cartolina, conservata con affetto da Raoul, ci introduce nella routine di una "normale" lezione scolastica, mostrando la particolare mitezza dello stile pedagogico del maestro Richet, che trae anche dalle distrazioni dei propri alunni uno spunto per l'insegnamento.
In contrasto con quella del primo insegnante, più tradizionale e problematica è la lezione di una giovane collega, Chantal, impegnata nell'ottenere la recitazione di un brano de L'avaro di Molière, per tentare, inutilmente, di stimolare l'applicazione e le capacità espressive degli alunni, i quali dimostrano di far meglio in sua assenza. In questo contesto giunge l'alunno più problematico, trovato tutto solo dal bidello nel cortile. Viene portato proprio nella classe della maestra Chantal che, essendo ormai a fine anno scolastico, pone i suoi dubbi al direttore circa la preparazione del ragazzo e le difficoltà dell'inserimento.
Il nuovo compagno di scuola, Julien, si muove sullo sfondo del normale nozionismo scolastico, tra aperte ribellioni e invincibili appisolamenti in classe e, nella società, tra piccoli furti e furbizie per entrare gratis al cinema. Solo Patrick, orfano di madre, con padre disabile, innamorato della madre di uno dei suoi compagni e incuriosito dalla diversità di Julien, tenta di essergli vicino.
L'apparente normalità della vita di provincia viene non più di tanto scalfita dal dramma della caduta del piccolo Gregory dal nono piano del suo appartamento, restando miracolosamente illeso. Gregory è stato lasciato solo in casa da sua madre, all'apparenza affettuosa, in realtà annoiata e distratta, scesa in strada per cercare il suo portafogli smarrito.
Soltanto il cinema, ambiente onirico ed erotico per eccellenza, riunisce insegnanti e famiglie in una coralità. «I bambini spesso non sono felici», dicono due donne; una nonna dichiara apertamente di odiarli e di prendersene cura solo per necessità familiari: sono ulteriori elementi di riflessione.
Sulle problematiche adolescenziali degli alunni i due insegnanti si confrontano: una parla in modo lamentoso e vittimistico, l'altro si offre come esempio di approccio dialogante. Nel racconto tenero di piccoli particolari della vita dei giovani protagonisti torna il cinema, in cui avvengono i primi approcci sessuali.
Due fratelli di origine italiana vivono con frustrazione la mancanza di denaro per l'acquisto di una pregevole scatola di compassi, rubata in negozio dallo scaltro Julien.
I maltrattamenti familiari subiti da Julien vengono scoperti dal medico scolastico che gli riscontra escoriazioni e bruciature, cui fanno seguito la denuncia e l'arresto della madre e della nonna.
Più tardi, Richet fa un lungo discorso ai ragazzi sul dramma del loro compagno, convenendo via via con il loro disappunto sulle condizioni della scuola e della didattica, accusando di inerzia la politica, certa di contare sulla loro mancanza di diritti politici per la loro età.
L'ultimo quadro è l'iniziazione sentimentale di Patrick, nel contesto della colonia estiva mista: il suo nuovo amore è Martine, la ragazza che, dalla colonia, aveva scritto a suo cugino Raoul, informandolo animosamente della sua avventura.

## Cameo
L'apparizione di François Truffaut in questo film avviene nella prima scena: è a bordo di un'automobile, mentre aspetta che la figlia spedisca una cartolina ad un cugino.

## Curiosità
- Il mite e socievole insegnante calza un anacronistico grembiule marrone, quasi una citazione della figura diametralmente opposta del suo omologo di un'epoca passata, nel film I quattrocento colpi, opera prima del regista.
- Il film è citato nel testo della canzone Lezione di musica, nona traccia dell'album studio Dell'impero delle tenebre, il primo del gruppo noise rock italiano Il Teatro degli Orrori[1].

## Riconoscimenti
- Kansas City Film Critics Circle Awards 1977: miglior film straniero.